# Collada de la Fua
La Collada de la Fua és un coll a 1.142,7 m. alt. del terme municipal de Sarroca de Bellera, en el Pallars Jussà.
Està situada a llevant de Xerallo i al nord-oest de Vilella, entre les Espuancs i la Costa de Riabasi.